# Arsinoe I của Ai Cập
Arsinoe I (tiếng Hy Lạp: Αρσινόη Α', 305 - khoảng sau 248 TCN) là một công chúa người Hy Lạp có gốc Macedonia và Thessaly. Bà là con gái thứ hai và cũng là người con út của Vua Lysimachos với người vợ đầu của ông, Nicaea. Arsinoe I còn có một người anh trai và một người em gái: một người anh trai được gọi là Agathocles và một em gái, gọi Eurydice.

## Cuộc đời
Ông nội của Arsinoe I là Agathocles, một nhà quý tộc và cũng là một người bạn của Vua Philip II của Macedon, vua của vương quốc Macedonia từ năm 359-336 TCN, trong khi ông ngoại của bà là Nhiếp chính vương Antipatros quyền lực. Arsinoe I đã được đặt tên để nhằm tôn vinh một người bà không rõ tên tuổi của bà, có thể là mẹ của Lysimachus hoặc là mẹ của Nicaea, tên tuổi của những người phụ nữ này đều không được biết đến. Có ít thông tin về cuộc đời của bà trước khi kết hôn.
Trong khoảng thời gian từ giữa năm 289 tới năm 281 TCN, Arsinoe đã trở thành người vợ đầu tiên của vị pharaông Ai Cập có gốc Hy Lạp thuộc nhà Ptolemaios, Ptolemaios II Philadelphos, và đồng thời ông cũng là một người anh họ hàng xa của bạ. Cuộc hôn nhân của Arsinoe I với Ptolemaios II vốn là một phần trong một liên minh giữa cha bà và Ptolemaios II, để cùng nhau chống lại Seleukos I Nikator.
Thông qua cuộc hôn nhân của mình, Arsinoe I là Nữ vương của Vương quốc Ptolemaios (Ai Cập). Arsinoe I đã sinh cho Ptolemaios II ba người con; hai con trai: Ptolemaios III Euergetes, Lysimachus và một con gái, gọi là Berenice. Vào một thời điểm chưa rõ (khoảng giữa năm 279 và 274 TCN), một người chị gái của Ptolemaios II gọi là Arsinoe II đã đến Ai Cập, bà ta đã từng là vợ của Lysimachos. Có lẽ là do sự xúi giục của Arsinoe II, Arsinoe I đã bị buộc tội âm mưu ám sát Ptolemaios II.
Ptolemaios II sau đó đã kết án Arsinoe I tội âm mưu chống lại ông. Ông đã kết thúc cuộc hôn nhân của mình với Arsinoe I và ly dị bà. Ptolemaios II đã lưu đày Arsinoe I đến Coptos ở miền nam Ai Cập. Sau đó Ptolemaios II kết hôn với chị gái của ông là Arsinoe II và sau cái chết của Arsinoe I, các con của Ptolemaios II với Arsinoe I đã chính thức được coi như là những người con của Arsinoe II.
Arsinoe I đã sống trong cảnh lưu đày suốt 20 năm. Trong suốt thời lưu đày của mình, Arsinoe I đã sống cực kỳ xa hoa và có được quyền hạn đáng kể, bởi vì bà đã từng là vợ của một vị pharaon. Người con trai cả của bà với Ptolemaios II đã kế vị vua cha sau khi ông ta qua đời.
Một tấm bia còn nguyên vẹn đã được tìm thấy ở Coptos trong đó có đề cập đến Arsinoe I. Tấm bia này là của Senu-sher, một bồi thần của Arsinoe I và nó liên quan đến sự lưu đày của Arsinoe I. Tấm bia gọi Arsinoe I là "Người vợ của nhà vua nhưng tên của bà lại không nằm trong đồ hình của hoàng gia, theo truyền thống dành cho một Nữ vương Ai Cập. Một mảnh bằng chứng khác còn sót lại đến ngày nay mà có liên quan đến Arsinoe I đó là một dòng chữ Phoenicia được tìm thấy tại Lapithos, Síp, nó có niên đại vào năm thứ 11 hoặc 12 dưới triều đại của Ptolemaios II.